# Рака (Арђеш)
Рака (рум. Râca) насеље је у Румунији у округу Арђеш у општини Рака. Oпштина се налази на надморској висини од 166 m.

## Становништво
Према подацима из 2002. године у насељу је живело 880 становника, од којих су сви румунске националности.